# مذبحة أتوشا 1977
مذبحة أتوشا 1977، هجوم شنَّه متطرفون يمينيون وسط مدريد في 24 يناير 1977، شهد اغتيال خمسة من الناشطين العُمَّاليين من الحزب الشيوعي الإسباني واتحاد العمال (نقابة اللجان العمالية (بالإسبانية:  Comisiones Obreras CC.OO  كوميسيونيس أوبريراس). جاء هذا الحراك في سياق أوسع لردود فعل اليمين المتطرف إزاء انتقال إسبانيا نحو الديمقراطية الدستورية في أعقاب وفاة الدكتاتور فرانثيسكو فرانكو. هذه المذبحة التي كان المُراد منها استثارة استجابة عنيفة من جانب اليسار ومن ثمّ تأمين الشرعية لانقلاب مضاد لاحق من جانب اليمين، أدت بالمقابل إلى تأثير معاكس مباشر وتوليد حالة اشمئزاز شعبي عارم من اليمين المتطرف والتعجيل بإضفاء الشرعية على الحزب الشيوعي المحظور منذ فترة طويلة.
في مساء يوم 24 يناير، دخل ثلاثة رجال إلى مكتب الدعم القانوني للعمال بإدارة الحزب الشيوعي الإسباني في شارع أتوشا وسط مدريد، وبدأوا بإطلاق النار على جميع الحاضرين. كان من بين القتلى المحاميين العمّاليين إنريكي فالديفيرا إيبانيز، ولويس خافيير بينافيديس أورغاز، وفرانسيسكو خافيير ساوكيليو، وطالب القانون سيارفين هولغادو دي أنطونيو، والمساعد الإداري أنخيل رودريغز لِيال. وأصيب في الهجوم كل من ميغيل سارابيا غيل، وأليخاندرو رويز-هويرتا كاربونيل، ولويس راموس باردو، ولولا غونزاليس رويز.
كان كل الجناة على علاقة بمنظمات من أنصار الفاشية الجديدة في إسبانيا المعارضة للديمقراطية. حُكم على المتورطين في المذبحة وشركائهم بالسجن لمدة 464 عامًا، لكن رغم ذلك خُفضت هذه الأحكام فيما بعد بشكل كبير واستطاع عدد من الجناة الفرار من المعتقل. ماتزال تدور الشكوك حول ما إذا كان جميع المجرمين قد سِيقوا إلى العدالة أم لا.
تُعتبر الأحداث والظروف المحيطة بالمجزرة عمومًا نقطة تحول حاسمة في توطيد عودة إسبانيا إلى الديمقراطية في أواخر السبعينيات. في الذكرى الأربعين للمذبحة، كتب الصحافي خوانشو دومال: «لقد كان عملًا إرهابيًا وسم مستقبل البلاد بطريقة لم يكن ليتوقعها القتلة قط، كان المستقبل الذي نشدته الضحايا». يتم إحياء ذكرى مذبحة أتوتشا سنويًا. ثمّة 25 شارعًا وميادنًا في جميع أنحاء مدريد مكرّسين لضحايا مذبحة أتوشا.

## الأحداث في 55 أتوشا
قرع ثلاثة رجال جرس باب 55 أتوتشا بين الساعة 10:30 و 10:45 مساء يوم 24 يناير 1977 . كان هدفهم هو خواكين نافارو، الأمين العام لاتحاد النقل لنقابة اللجان العمالية، والذي كان يتزعم آنذاك إضراب عن النقل في مدريد ، وحارب الفساد داخل القطاع، وندد بمنظمة العمل التي تسيطر عليها الدولة سينيدكاتو فيرتيكال.
دخل رجلان يحملان أسلحة محشوة بالذخيرة، بينما بقي الثالث أمام المدخل للمراقبة حاملًا مسدّسًا فارغًا. كان رودريغز ليال أول القتلى. فتّش المهاجمون المكتب وعثروا على الموظفين الثمانية المتبقين، لكنهم لم يعثروا على نافارو، إذ كان قد غادر قبل برهة، وقرروا قتل جميع الحاضرين. أمروهم أن يرفعوا «أيديهم الصغيرة عاليًا»، اصطُفَّ الثمانية إزاء الحائط وأطلقوا عليهم النار.
اثنان من الضحايا، لويس خافيير بينافيديس وإنريكي فالديفيرا، فارقا الحياة على الفور، وتوفي اثنان آخران، سيرافين هولغادو وفرانسيسكو خافيير ساوكيليو، بعد وقت قصير من نقلهما إلى المستشفى. أما الأربعة المتبقون وهم دولوريس غونزاليس رويز (زوجة ساوكيليو) وميغيل سارابيا وأليخاندرو رويز-هويرتا ولويس راموس باردو، فقد أصيبوا بجروح بالغة لكنهم نجوا من الموت. كانت رويز حاملًا آنذاك وفقدت الطفل نتيجة الهجوم. كانت مانويلا كارمينا، التي أصبحت لاحقًا عمدة مدريد عام 2015، موجودة في المكتب في وقت سابق من ذلك المساء لكنها استُدعيت خارجًا.
وفي الليلة نفسها، هاجم مجهولون مكتبًا خاليًا يستخدمه اتحاد العمال العام التابع للحزب الاشتراكي العمالي الإسباني.